# Przyłęk (województwo dolnośląskie)
Przyłęk (niem. Frankenberg) – wieś (dawniej miasto) w Polsce położona w województwie dolnośląskim, w powiecie ząbkowickim, w gminie Bardo.
Przyłęk uzyskał lokację miejską przed 1241 rokiem, zdegradowany w 1284 roku.
W latach 1975–1998 miejscowość położona była w województwie wałbrzyskim.
Według Narodowego Spisu Powszechnego (III 2011 r.) liczył 691 mieszkańców. Jest największą miejscowością gminy Bardo.

## Historia
Słowiańskie początki wsi sięgają XI-XII wieku, kiedy to w tym miejscu istniała już wieś o nazwie Prilanc, leżąca na terenie kasztelani bardzkiej. Nazwa ta oznacza miejsce przy łące lub miejsce przy łęku, czyli nizinie nadrzecznej. Pierwsza wzmianka o Przyłęku pochodzi z 1189 roku. W 1210 roku osadzeni zostali w Przyłęku koloniści niemieccy, a na dokumencie z tej okazji wymieniona została po raz pierwszy nowa nazwa Frankenberg. Osada musiała być wówczas znacząca pod względem wielkości, a ponadto znajdowała się na trasie handlowej prowadzącej z Wrocławia do Pragi. Miasto miało swoją własną mennicę oraz uprawnienia do bicia monet. W tym samym czasie w kasztelanii bardzkiej istniało jeszcze jedno miasto - Koziniec. Jednakże wkrótce potem zarówno Przyłęk, jak i Koziniec utraciły swoje statusy miejskie. Przyłęk już w roku 1296 został ponownie uznany za wieś, a Koziniec spotkał podobny los rok później.

## Zabytki
Do wojewódzkiego rejestru zabytków wpisane są:
- kościół parafialny pw. św. Anny, z XIV-XIX w.
- plebania, z pierwszej połowy XVIII w.
- most drogowy, nad Nysą Kłodzką, z lat 1901-1902